# Interstate 40
Interstate 40 – amerykańska autostrada międzystanowa zaczynająca się w Wilmington w Karolinie Północnej a kończąca się w Barstow w Kalifornii na skrzyżowaniu z autostradą Interstate 15. Jest jedną z dłuższych autostrad w Stanach Zjednoczonych o długości 4100 km.
Autostrada przebiega przez stany:
- Karolina Północna
- Tennessee
- Arkansas
- Oklahoma
- Teksas
- Arizona
- Kalifornia.

Jest ważną arterią komunikacyjną miast:
- Raleigh
- Nashville – skrzyżowanie z I24 i I65
- Memphis – skrzyżowanie z I55
- Oklahoma City – skrzyżowanie z I44
- Albuquerque – skrzyżowanie z I25